# 蒲田パレス座
蒲田パレス座（かまたパレスざ、1922年7月14日 - 1995年 閉館廃業）は、かつて存在した三葉興業株式会社が経営・運営していた映画館。東京・蒲田に初めてできた常設の映画館、蒲田常設館（かまたじょうせつかん）の改名後の名称である。一時は都内で浅草公園六区につぐ映画街であった同地で、最後の3館になるまで営業を続けていたことで知られる。

## 歴史
- 1922年7月14日 - 蒲田常設館として開業
- 1945年3月 - 空襲激化により建物の強制疎開が命じられ取り壊される。
- 1950年2月15日 - 同地に蒲田パレス座が開館
- 1995年3月31日 - 閉館廃業
- 2010年7月30日 - 跡地に画廊「ギャラリー鴻」がオープン

1922年（大正11年）7月14日、東京府荏原郡蒲田村大字女塚（現在の東京都大田区西蒲田5丁目24番10号）、蒲田駅の西口北側線路沿いに、須山金太郎氏の経営で「蒲田常設館」が開業した。広さ555㎡、定員394名。
同館の開業の2年前、1920年（大正9年）6月、線路を隔てた東側に、松竹キネマ蒲田撮影所が開所し、翌1923年（大正12年）には蒲田電気館が、関東大震災後の1924年（大正13年）には旭館（のちの蒲田キネマ）ができた。町工場が多く、工場で働く若者で活気のある街であったので、映画館は同館を皮切りに増えていった。同館には、松竹蒲田時代の小津安二郎が「トーキー」見学に足を運んでいる。
開館当初は夜1回の興行で、3階に出窓を設けジンタが客寄せの演奏をしていた。入場料は一階席大人50銭・二階席大人70銭だったが、間もなく50銭・30銭に値下げした。
松竹映画を主として、ユニバーサルの連続活劇を併映。沢村四郎五郎一派や市川百々之助の映画が上映された。大正期の弁士には藤波狂陽、大沢千秋、山下春彦、倉沢かほる、日吉華州などがおり、昭和に入ると石井溢美、加藤三郎、浜野旭村がいた。
1931年（昭和6年）1月からの松竹直営を経て、3月より小林喜三郎氏の経営となる。開館以来、松竹の四番館として営業していたが、1939年（昭和14年）新春興行より封切館に昇格し、入場料が十銭値上がりした。
1942年（昭和17年）には第二次世界大戦による戦時統制が敷かれ、映画会社は大映（日活、新興、大都が合併）・松竹・東宝の三社に統一、また日本におけるすべての映画は同年2月1日に設立された社団法人映画配給社の配給になり、すべての映画館が紅系・白系の2系統に組み入れられた。田中純一郎によれば、同館は浅草富士館、本所映画劇場、江東劇場、荏原大映劇場、蒲田電気館、五反田劇場らとともに「白系」に属していたという。
1943年（昭和18年）に白系二番館から紅系一番館（封切）となり、7月からは「産業戦士優待館」に指定され週に一回ほど挺身工員を優待鑑賞させた。
第二次大戦末期の1945年（昭和20年）3月、東京大空襲が敢行され、政府は空襲の激化により建物の強制疎開を命じた。常設館は該当地に指定され取り壊されることとなり、蒲田常設館としての歴史を終えた。
五年後の1950年（昭和25年）2月15日、同地に蒲田パレス座が開館した。定員396名。三葉興行の経営で当初は洋画系だったが、日活封切館となる。
1966年（昭和41年）8月18日、建物を新装して洋画3本立て興行となる。のちに日活系三番館として封切り後の時期遅れの作品を複数立てで上映し、1970年代にはまた洋画3本立ての名画座として親しまれた。最終的には、成人映画の上映館となった。
1995年（平成7年）3月31日、閉館廃業した。以降、蒲田の映画館は、蒲田宝塚・テアトル蒲田の2館のみとなった（2019年に2館とも閉館）。
現在、パレス座跡地は日本工学院専門学校蒲田キャンパス12号館となっており、同キャンパス内に「ギャラリー鴻」が2010年（平成22年）7月30日に開業している。

## 関連事項
- 松竹蒲田撮影所
- 蒲田電気館
- 蒲田キネマ